# Дзингаретти, Лука
Лу́ка Дзингаре́тти (итал. Luca Zingaretti; род. 11 ноября 1961, Рим) — итальянский актёр и режиссёр. Известный по роли комиссара Сальво Монтальбано в сериале «Комиссар Монтальбано», основанном на романах Андреа Камиллери. Старший брат известного итальянского политика Никола Дзингаретти.

## Биография
Лука Дзингаретти - родился в городе Рим  11 ноября 1961 года. В молодости интересовался политикой, был членом радикальной левой Партии пролетарского единства за коммунизм.
В юности активно занимался футболом. В 17 лет стал полупрофессиональным игроком футбольного клуба «Римини», но закончил свою футбольную карьеру спустя несколько месяцев ради того, чтобы поступить в престижную Национальную академию драматического искусства "Сильвио Д’Амико".
Окончив обучение в 1984 году, Дзингаретти начал работать в театре. Часто сотрудничал с режиссёром Лукой Ронкони, играл в различных пьесах, например, в пьесе Чехова «Три сестры», в «Тит Андроник» Шекспира.

## Карьера в кино и театре
В кино Дзингаретти дебютировал в 1978 году в фильме Джулиана Монтальдо «Очки в золотой оправе», роль была незначительная. 
В том же году он появляется на телевидении в «Следственном суде», режиссёрами которого выступили Флорестано Ванчини и Джанлуиджи Кальдероне. 
Внимание критиков Дзингаретти впервые обратил на себя, сыграв роль свирепого Отторино в фильме Марко Ризи 1994 года «Волчья стая». В 1996 году он снялся вместе с Сабриной Ферилли в фильме «Задушенные жизни» Рикки Тоньяцци.
Окончательный успех к Дзингаретти пришёл в многосерийном телевизионном фильме «Комиссар Монтальбано», который транслировался вначале Rai 2, а затем Rai 1, появившись позднее на экранах многих телеканалов Европы и Австралии. Сериал начали снимать в 1999 году и продолжают по сей день. На 2018 год сериал состоит из 32 серий, продолжительность каждой составляет 1,5 часа.
После успеха телефильма «Комиссар Монтальбано» Дзингаретти стал одним из самых востребованных драматических актёров Италии и снялся в таких фильмах, как «Сначала подари мне поцелуй» (2003) режиссёра Амброджо Ло Джудиче, «Дни одиночества» (2005) Роберто Фаэнца и «Все женщины моей жизни» (2007) Симоны Иццо. На телевидение он появился в таких картинах как «Перласка. Итальянский герой» (2002), «Двойная засада» (2003), «Кефалония» (2005) и «Входите при свете» (2005), посвящённой жизни Дона Пина Пуглиси
В 2008 году вышли ещё 4 новых эпизода «Комиссара Монтальбано», и в то же время адаптирована и поставлена пьеса «Русалка» по рассказу Джезеппе Томази ди Лампедуза.
В 2009 году продолжил играть в театре, одновременно начав работу над фильмом «Мы верили» Марио Мартоне, где сыграл роль Франческо Криспи. Помимо этого, появился в фильме Пупи Авати «Младший сын» в главной роли Кристиана де Сика.
В 2010 году вновь выходят новые серии фильма о «Комиссаре Монтальбано».

## Личная жизнь
В 2004 году расстался со своей первой женой, журналисткой и писательницей, Маргаритой Д’Амико, племянницей Сузо Чекки Д’Амико. Официально они развелись в 2008 году. 
С 2005 года состоял в романтической связи с актрисой Луизой Раньери, с которой познакомился на съёмках телевизионного мини-сериала «Кефалиния». 
У них есть две дочери: Эмма (2011) и Бьянка (2015). Пара официально оформила свой брак в 2012 году, гражданская церемония прошла в замке Доннафугата на Сицилии.

## Фильмография
- 1993 — «И когда она умерла, был национальный траур», реж. Лучо Гаудино
- 1993 — «Абиссиния», реж. Франческо Мартинотти
- 1994 — «Нью-Йоркский марафон», реж. Maрина Спада
- 1994 — «Без кожи», реж. Алессандро Д’Алатри
- 1995 — «На следующий год я пойду спать в десять часов», реж. Анджело Орландо
- 1995 — «Урод в замке», реж. Стюарт Гордон
- 1996 — «Задушенные жизни», реж. Рикки Тоньяцци
- 1997 — «Краски дьявола», реж. Aлен Жессюа
- 1997 — «Артемизия», реж. Аньес Мерле
- 1998 — «Ты смеёшься», реж. Паоло и Витторио Тавиани
- 1999 — «Юбилей», реж. Марио Орфини
- 1999 — «Ольтремарио», реж. Нелло Кореалле
- 2000 — «Кража сокровищ», реж. Альберто Сирони
- 2002 — «Ты такой, как ты есть», реж. Массимо Капелли, Лука Лучини, Эрберт Симоне Параньями
- 2002 — «Техас-46», реж. Джорджо Серифини
- 2003 — «Сначала поцелуй меня», реж. Амброджо Ло Джудиче
- 2005 — «Входите при свете», реж. Роберто Фаэнца
- 2005 — «Дни одиночества», реж. Роберто Фаэнца
- 2006 — «Ничего не обещай сегодня вечером», реж. Джанлука Мария Таварелли
- 2006 — «В нашем доме», реж. Франческа Коменчини
- 2006 — «Мой брат — единственный ребёнок в семье», реж. Даниеле Лукетти
- 2007 — «Все женщины моей жизни», реж. Симона Иццо
- 2008 — «Бешеная кровь», реж. Марко Туллио Джордана
- 2010 — «Самый маленький сын», реж. Пупи Авати
- 2010 — «Наша жизнь», реж. Даниеле Лукетти
- 2010 — «Мы верили», реж. Марио Мартоне
- 2011 — «Берегись! Криптонит!», реж. Иван Котронео
- 2011 — «История моццареллы», реж. Эдоардо Де Анджелис
- 2012 — «Незрелый 2: Путешствие», реж. Паоло Дженовезе
- 2012 — «Командир и аист», реж. Сильвио Сольдини
- 2012 — «Астерикс и Обеликс в Британии», реж. Лоран Тирар
- 2012 — «Роман о бойне», реж. Марко Туллио Джордана
- 2014 — «Каникулы маленького Николя», реж. Лоран Тирар
- 2014 — «Перес», реж. Эдоардо Де Анджелис
- 2014 — «Мальдаморе», реж. Анджело Лонгони
- 2015 — «Неустойчивая погода», реж. Марко Понтекорво
- 2018 — «Мокасины», реж. Фабио Ровацци и Дженнаро Нунциато
- 2018 — «Мальчики плачут», реж. Дамиано и Фабио Д’Иноченцо

## Телевидение
- 1990 — «Следователь», реж. Флорестано Ванчини и Джанлуиджи Кальдероне
- 1993 — «Личные обстоятельства», реж. Альберто Негрин
- 1993 — «Его звали Бенито», реж. Джанлуиджи Кальдероне
- 1993 — «Вечерняя тень», реж. Чинция Торрини
- 1997 — «Спрут 8», реж. Джакомо Баттиато
- 1998 — «Ответ Отца», реж. Чинция Торрини
- 1999—н. в. — «Комиссар Монтальбано», реж. Альберто Сирони
- 1999 — «Операция Одиссея», реж. Клаудио Фрагасса
- 1999 — «Иисус. Бог и человек», реж. Роберт Янг
- 2002 — «Перес. Итальянский герой», реж. Альберто Негрин
- 2002 — «Непонятый», реж. Энрико Ольдони
- 2003 — «Двойная засада», реж. Ренато Ди Мария
- 2005 — «Кефалония», реж. Риккардо Милани
- 2012 — «Паоло Борселлини — 57 дней», реж. Альберто Негрин
- 2013 — «Адриано Оливетти — сила мечты», реж. Mикеле Соави
- 2014 — «Народный судья», реж. Карло Карлеи

## Режиссёр
- 2000 — «Гулу»
- 2007 — «Переговоры с Сукко»
- 2008 — «Русалка»
- 2013 — «Башня из слоновой кости»
- 2015 — «Гордость»

## Голос за кадром
- 2003 — «В поисках Немо», реж. Эндрю Стэнтон и Ли Ункрих — голос Марлина в итальянской версии
- 2006 — «Грандиозный финал», официальный документальный фильм о ЧМ-2006 — рассказчик
- 2010 — «Другая правда» (Ирландские корни), реж. Кен Лоуч-голос Фергюса
- 2016 — «В поисках Дори», реж. Эндрю Стэнтон и Ангус Маклейн — голос Марлина в итальянской версии
- 2016 — «Конфессии», реж. Роберто Aндо — голос Данила Роке (Даниель Отей)

## Театр
- «Русалка», из рассказа «Свет» Джузеппе Томази Ди Лампедуза, адаптированный Лукой Дзингаретти
- «Святая Иоанна» Бернарда Шоу, реж. Лука Ранкони
- «Две пьесы в комедии» по Андреини Джамбаттиста, реж. Лука Ранкони
- «Согнутый» Мартина Шермана, реж. Марко Маттолини
- «Мать» Максима Горького, реж. Сандро Сэквуй
- «Королева фей» по Г. Перселлу, реж. Лука Ронкони
- «Три сестры» Антона Чехова, реж. Лука Ронкони
- «Убийство в соборе Элиота», реж. Франко Бранчероли
- «Тит Андроник» Уильям Шекспир, реж. Петер Штайн
- «Последние дни человечества» Карл Краус, реж. Лука Ронкони
- «Сумасшедшая из Шайо», Жан Жироду, реж. Лука Ронкони
- «Преступления сердца» Бет Хенли, реж. Нанни Лой
- «Перерыв полудня» Поль Клодель, реж. Франко Перо
- «Марафон в Нью-Йорке» по Эдоардо Эрба, реж. Эдоардо Эрба
- «Военнопленные» по Дж. Р. Акерли, реж. Лука Дзингаретти и Фабио Феррари
- «Каннибал» Ричарда Кроу и Ричарда Зайдлика, реж. Патрик Росси Гастальди
- «Расставание» Томас Кемпински, реж. Патрик Росси Гастальди
- «Три отеля», Джон Робин Байц, реж. Тони Берторелли
- «Башня из слоновой кости», Рональд Харвурд, реж. Лука Дзингаретти
- «Гордость», Алекси Кэй Кампбелл, реж. Лука Дзингаретти

## Награды
- В 2003 году стал кавалером ордена «За заслуги перед Республикой»
- 2004 ─ «Серебряная лента» за лучший дубляж для голоса Марлина в мультфильме «В поисках Немо» (итальянская версия)
- Премия Давид ди Донателло за лучшую мужскую роль в фильме «Входите при свете» (2005)
- Приз Карловы Вары за лучшую мужскую роль в фильме «Входите при свете» (2005)
- 2010 ─ «Серебряная лента» за лучшую мужскую роль второго плана в фильмах «Нашей жизни» и «Самом маленьком сыне»